# Dryopteris eu-spinulosa
Dryopteris eu-spinulosa là một loài dương xỉ trong họ Dryopteridaceae. Loài này được Fomin mô tả khoa học đầu tiên năm 1911.
Danh pháp khoa học của loài này chưa được làm sáng tỏ. 